# Angeliera cosettae
Angeliera cosettae là một loài chân đều trong họ Microparasellidae. Loài này được Coineau & Rao miêu tả khoa học năm 1972.